# Isak Frey
Isak Leknes Frey, född 28 augusti 2003 i Bærums kommun, är en norsk skidskytt.

## Karriär
I januari 2024 tog Frey guld i både jaktstart och mixstafett samt brons i sprint vid EM i Osrblie.